# 深海潛艦707R
深海潛艦707R（日语：サブマリン707R），原是小澤曉所繪有關潛水艇作戰的軍事題材日本漫畫《深海潛艦707》，於1963~1965年在《周刊少年SUNDAY》（小學館）上連載。2003年改編成OVA動畫，R代表「Revolution」。

## 故事概要
OVA版
故事發生在近未來（不久的將來），以傑克.萊德為首領的神秘組織USR（the Undersea Silence Revolution 或 the Underwater Silence Revolution）想要停止人類開發海洋的行為，以大量潛艇對全世界發動了無限制潛艇戰。世界各國的海軍於是聯合起來組成PKN（Peace Keeping Navy），對抗USR。

## 人物介紹
傑克·萊德（声优：石塚運昇）
USR提督，旗艦UX的艦長。故事主要反派。
速水洋平（声优：樋浦勉）
707艦長。故事主角。海上自衛隊軍官。判斷冷靜，得到下屬的信賴。
南郷隼人（声优：家中宏）
707號的副艦長。速水的左右腕。獨身。
水早賢次（声优：小野賢章；香港配音：林保全）
新707號的新成員，原小型潛水艇JR-1號駕駛員。
日下五郎（声优：石田彰）
與賢次一樣是新707號的搭乘員。
海野千太（声优：阪口大助）
新707號的搭乘員，開始被配屬的炊事班，後因聽覺敏銳被提拔為聲納員。
速水美雪（声优：須藤祐実）
速水艦長的獨生女。
速水步（声优：篠原美）
速水艦長的妻子。

## 錯誤之處
- PKN的潛艇都不太符合流體力學。最合理的設計是萊德提督的旗艦UX，它的外殼近似於一艘現代攻擊型核潛艇。
- 在故事開始時UX用艦載垂直發射系統火箭陣列擊沉了兩艘驅逐艦。在現實中這是很難做到的，魚雷是比較好的選擇。此外，現代的反潛作戰會使用到直升機，而劇中並未使用。

## 外部連結
- 官方網站  （页面存档备份，存于）（日語）
- 深海潛艦707R （页面存档备份，存于）在動畫新聞網上